# Arcina fulgorigera
Arcina fulgorigera är en fjärilsart som beskrevs av Walker 1863. Arcina fulgorigera ingår i släktet Arcina och familjen mätare. Inga underarter finns listade i Catalogue of Life.